# Soma de Cesàro
Em análise matemática, a soma de Cesàro é um meio alternativo de descrever a soma de uma série infinita. Se a série converge, no senso usual, para uma soma α, então a série é também somável por Cesàro e possui valor α. A importância da soma de Cesàro é que uma série divergente pode ter uma soma de Cesàro bem definida.
O método recebe esse nome em homenagem ao matemático italiano Ernesto Cesàro (1859-1906).

## Definição
Seja {\displaystyle (a_{n})} uma seqüência, e seja
{\displaystyle s_{k}=a_{1}+\cdots +a_{k}}
onde {\displaystyle s_{k}} é a k-ésima soma parcial da série
{\displaystyle \sum _{n=1}^{\infty }a_{n}}.
A seqüência {\displaystyle (a_{n})} é dita somável no sentido de Cesàro, com soma de Cesàro igual a {\displaystyle \alpha }, se
{\displaystyle \lim _{n\to \infty }{\frac {s_{1}+\cdots +s_{n}}{n}}=\alpha }.

## Exemplos
Seja {\displaystyle a_{n}=(-1)^{(n+1)}} para {\displaystyle n\geq 1}. Isto é, {\displaystyle (a_{n})} é a seqüência
{\displaystyle 1,-1,1,-1,\ldots }.
Então a seqüência das somas parciais {\displaystyle (s_{n})} é
{\displaystyle 1,0,1,0,\ldots },
então esta série, conhecida como série de Grandi, claramente não converge. Por outro lado, os temos da sequência {\displaystyle ({\dfrac {s_{1}+...+s_{n}}{n}})} são
{\displaystyle {\frac {1}{1}},\,{\frac {1}{2}},\,{\frac {2}{3}},\,{\frac {2}{4}},\,{\frac {3}{5}},\,{\frac {3}{6}},\,{\frac {4}{7}},\,{\frac {4}{8}},\,\ldots },
e daí
{\displaystyle \lim _{n\to \infty }{\frac {s_{1}+\cdots +s_{n}}{n}}=1/2}.
Conseqüentemente a soma de Cesàro da seqüencia {\displaystyle (a_{n})} é {\displaystyle {\dfrac {1}{2}}}.

## Generalizações
Em 1890, Ernesto Cesàro determinou uma extensa família de métodos de soma que haviam sido chamadas {\displaystyle (C,n)} para inteiros não negativos {\displaystyle n}. O método {\displaystyle (C,0)} é apenas uma somatória ordinária, e {\displaystyle (C,1)} é a somatória de Cesàro como descrita acima.
Os métodos de alta ordem podem ser descritos como segue: dada uma série {\displaystyle \sum a_{n}}, definem-se as quantidades
{\displaystyle A_{n}^{-1}=a_{n};A_{n}^{\alpha }=\sum _{k=0}^{n}A_{k}^{\alpha -1}}
e define-se Enα como sendo Anα para a série 1 + 0 + 0 + 0 + · · ·. Então a soma {\displaystyle (C,\alpha )} de {\displaystyle \sum a_{n}} é
{\displaystyle \lim _{n\to \infty }{\frac {A_{n}^{\alpha }}{E_{n}^{\alpha }}}}
se ela existir.